# Oinoanda
Oinoanda (o Oenoanda o Enoanda, in greco antico: Οἰνόανδα?, Oinóanda, in luvio Wiyanawanda), situata in Licia, nella regione della Milias, nella parte alta della valle del fiume Xanthos, era la più meridionale della tetrapoli guidate da Cibira nel periodo ellenistico, sciolta da Lucio Licinio Murena nell'84 a.C., momento in cui Oinoanda entrò a far parte della koinon di Licia, come le iscrizioni dimostrano chiaramente. Dal 43 a.C. fu annessa alla provincia di Licia e Panfilia.

## Descrizione

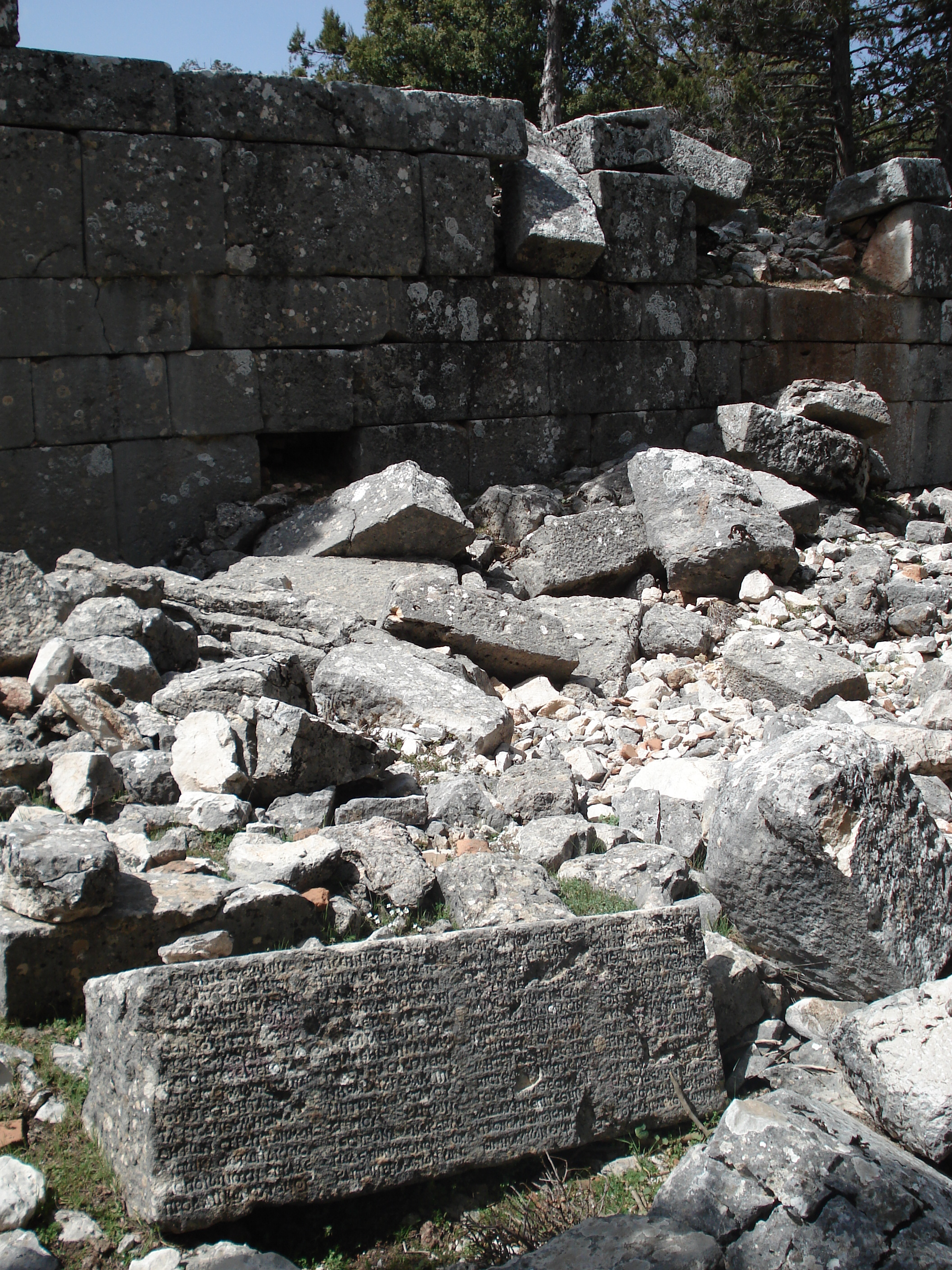
Un frammento della iscrizione filosofica di Diogene sul posto (2010)

Il nome del luogo è Wiyanawanda (dall'ittita wiyana "vino, vite") come si evince da documenti ittiti riguardanti una campagna militare contro Awarna (Xanthos), una città dei paesi di Lukka. 
L'antica storia del primo insediamento del tredicesimo secolo a.C. è sconosciuta nonostante un'esplorazione svolta, col permesso delle autorità turche, dalla B.I.A.A. nel 1974-76.
Il sito fu notato la prima volta da Hoskyns e Forbes, nel 1841, che ne pubblicarono la descrizione sul Journal of the Royal Geographical Society. È famosa per l'iscrizione filosofica dell'epicureo Diogene, e recuperata in frammenti, apparentemente dalla stoà che non si può dimostrare eretta da lui stesso. La stoà di Diogene fu smantellata nella seconda metà del III secolo d.C. per fare spazio ad un muro difensivo. In precedenza il sito non era fortificato.
Oinoanda fu poi sostituita dal villaggio medievale oggi noto come Incealiler, che in parte ricopre l'antico sito.
Prove dell'esistenza di un ponte risalente agli antichi Romani sono affiorate negli anni novanta.
Nuovi scavi archeologici sono condotti in loco dall'Istituto archeologico germanico.